# مدیریت اجرایی کسب و کار
مدیریت کسب و کار یا مدیریت بازرگانی، اشاره به فرایند مدیریت یا اداره یک واحد تجاری یا سازمان انتفاعی دارد تا به‌طور باثبات و پایدار به رشد خود ادامه دهد. مدیریت یک واحد تجاری شامل اجرا یا مدیریت  عملیات واحد تجاری، تصمیم‌گیری، سازماندهی مؤثر اعضا و سایر منابع، و رهبری آن‌ها به سوی اهدافی مشترک است.
به‌طور کلی، مدیریت اشاره به دامنهٔ وسیعی از کاربردهای مدیریت، شامل مالی، منابع انسانی و خدمات سیستم اطلاعاتی مدیریت دارد. در برخی دیدگاه‌ها، مدیریت مجموعه‌ای از اقدامات خاص و مرتبط با جنبه‌های فنی و عملیاتی سازمان قلمداد می‌شود و مفاهیم رهبری یا راهبردی را دربر نمی‌گیرد. بعلاوه، اصلاح مدیریت می‌تواند به امور بوروکراتیک یا عملیاتی معمول دفترداری اشاره داشته که درون‌سازمانی و تکراری می‌باشد. مدیران به‌طور گسترده با اعضای سازمان ارتباط برقرار می‌کنند تا اهداف سازمانی را برآورده سازند. این مفاهیم بوسیلهٔ هنری فایول به عنوان «پنج عنصر مدیریت» ارائه شده‌است.

گاهی عنصر ششمی به نام ایجاد بازدهی نیز افزوده می‌شود که به معنی انجام تولیداتی است که واحد تجاری آن‌ها را به فروش می‌رساند.

## وظایف
یک مدیر کسب و کار، بر مدیریت، امور اداری و اداره کردن کسب و کار و عملیات سازمان نظارت می‌نماید. وظیفهٔ او کسب اطمینان نسبت به تحقق اهداف بوسیلهٔ سازماندهی و مدیریت صحیح است. وظایف چنین فردی بسیار متعدد و تنوع است؛ از قبیل کسب اطمینان نسبت به استخدام صحیح کارکنان، آموزش مناسب، برنامه‌ریزی و نظارت مستمر بر عملیات است. زمانی که تغییراتی در سازمان ضروری باشد، مدیر در این راستا، رهبری امور را بر عهده خواهد داشت. اما همواره ممکن است به این صورت نباشد و شرکت ممکن است رهبری امور را به افرادی خارج از سازمان رابسپارد. مدیر با نظارت بر پست‌های مدیریتی سازمان، اطمینان حاصل می‌کند که واحد تجاری متناسب با سیاست‌ها و اهداف تعیین شده به پیش می‌رود. برای مثال او ممکن است با برقراری ارتباط با مدیران بخش‌های منابع انسانی، تولید، مالی، حسابداری و بازاریابی اطمینان حاصل نماید که سازمان در جهت اهداف تعیین شده حرکت می‌کند. بعلاوه، مدیر ممکن است با افراد برون‌سازمانی نیز از قبیل شرکای تجاری و فروشندگان در ارتباط باشد.

## مدارک دانشگاهی
- کارشناسی مدیریت کسب و کار(در ایران می توان به گونه کارشناسی ارشد ناپیوسته ابتدا در رشته مدیریت با گرایش دیگری مثل بازرگانی لیسانس گرفت، سپس در مقاطع بالاتر MBA و DBA خواند.) (BBA)
- کارشناسی ارشد مدیریت کسب و کار (MBA)
- دکتری مدیریت کسب و کار (DBA)

### گرایش‌ها
- مدیریت بازاریابی
- مدیریت راهبردی
- مدیریت عامل اجرایی-(Chief Executive Officer)
- مدیریت طراحی صنعتی
- مدیریت ارشد عامل
- مدیریت ارشد فنی
- مدیریت ارشد رسانه و تبلیغات
- مدیریت صنایع
- مدیریت کسب و کارهای کوچک
- مدیریت آموزشی سازمانی
- مدیریت منابع انسانی
- مدیریت کارآفرینی
- مدیریت فناوری ارتباطات و اطلاعات
- مدیریت تولید
- مدیریت نوآوری
- مدیریت پروژه